# Paraeuchaeta scotti
Paraeuchaeta scotti är en kräftdjursart som först beskrevs av Farran 1908.  Paraeuchaeta scotti ingår i släktet Paraeuchaeta och familjen Euchaetidae. Inga underarter finns listade i Catalogue of Life.